# Garmarna
Garmarna és un grup de folk rock suec. Les seves cançons són principalment antigues balades escandinaves.

## Biografia
Garmarna es va fundar l'any 1990. Stefan Brisland-Ferner, Gotte Ringqvist i Rickard Westman es van inspirar en la música sueca antiga, que havien escoltat en un teatre. Van començar a buscar melodies i instruments antics. Després de dos anys de tocar junts, Jens Höglin es va unir a la banda a la bateria.
L'any 1992 la banda va gravar el seu primer EP. Van pensar que les veus femenines aportarien un contrast amb l'estat d'ànim fosc de la seva música i van convidar Emma Härdelin, una antiga amiga de la banda, com a vocalista convidada de l'EP. Es va unir oficialment a la banda el 1993. L'EP de debut es va vendre bé a Suècia i va ajudar a la gira de la banda per Escandinàvia.
A l'àlbum Vittrad, la banda va decidir afegir mostres i seqüenciadors a la barreja. El 1994, Òmnium va llançar Vittrad als Estats Units, amb traduccions a l'anglès de les cançons antigues.
Garmarna va iniciar una llarga gira alemanya i va publicar l'àlbum Guds spelemän el 1996. L'àlbum es va vendre bé a Suècia i va rebre una crítica favorable en l'àmbit internacional.
L'any 1998 Garmarna va fer una sèrie de concerts a les esglésies del nord de Suècia presentant la seva interpretació de les obres medievals d'⁣Hildegarda de Bingen, juntament amb l'actriu Felicia Konrad.
El 1999 la banda va llançar el seu tercer àlbum Vedergällningen. La producció de l'àlbum es va inclinar cap al rock i el trip hop, l'atmosfera de la música era més fosca que en els àlbums anteriors.
Després de Vedergällningen, la banda va col·laborar amb el productor de Swedish House Eric S. per al seu següent àlbum d'estudi Hildegard von Bingen, que va ser llançat el 2001. Les cançons d'aquest àlbum es basen en les composicions de l'abadessa alemanya Hildegarda de Bingen del segle XII, amb la lletra de cada cançó cantada completament en llatí.
El 2003, el seu primer EP es va publicar com un àlbum complet amb sis temes addicionals.

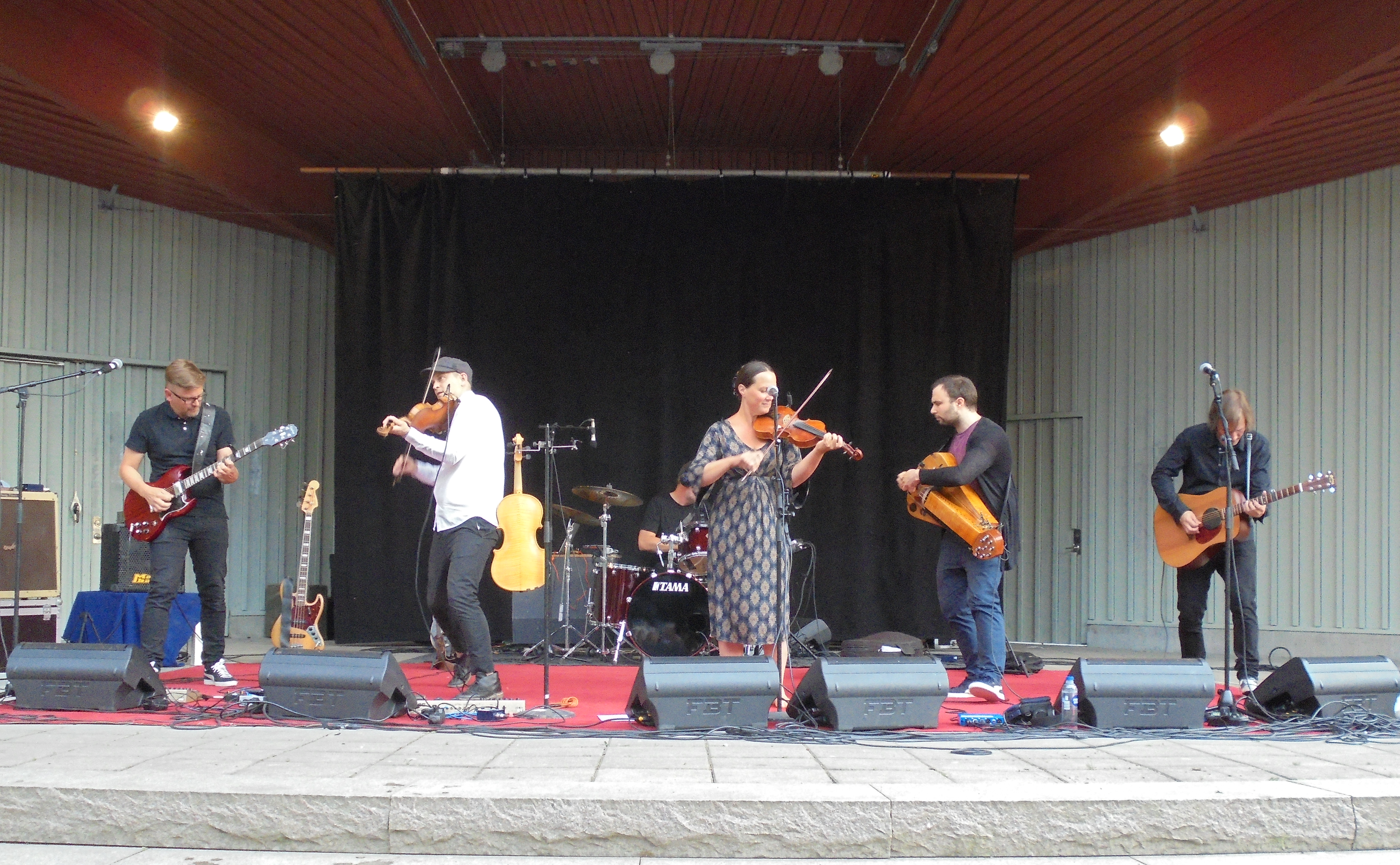
Garmarna amb Johannes Geworkian Hellman a Uppsala, 2016

El 2016, la banda va llançar el seu sisè àlbum anomenat 6.
El 2018, Garmarna va iniciar una campanya de Kickstarter per recaptar fons per a un nou àlbum, Förbundet, que es publicarà el 6 de novembre de 2020. L'àlbum es va publicar a Season of Mist que conté majoritàriament interpretacions de cançons populars tradicionals sueques i dues cançons originals de Garmarna. Els músics convidats en aquest àlbum inclouen Maria Franz de Heilung i Anders Norudde de Hedningarna.

## Membres de la banda
- Stefan Brisland-Ferner – violí, zanfona, sampler – a Garmarna (2003): arpa jueva, viola
- Emma Härdelin – veu, violí
- Jens Höglin – bateria, percussió – a Garmarna (2003): grunys de mort
- Gotte Ringqvist – guitarra, violí, cors – a Garmarna (2003): guitarra de llaüt, arpa jueva
- Rickard Westman - guitarra, baix, arc electrònic - a Garmarna (2003): bouzouki, guitarra llaüt

## Discografia

### Àlbums
| Curs | Títol                                                       | Posicions màximes dels gràfics | Posicions màximes dels gràfics |
| Curs | Títol                                                       | SWE                            |                                |
| ---- | ----------------------------------------------------------- | ------------------------------ | ------------------------------ |
| 1993 | Garmarna (EP)                                               | —                              |                                |
| 1994 | Vittrad (Templat)                                           | —                              |                                |
| 1996 | Guds spelemän (Els violinistes de Déu)                      | 39                             |                                |
| 1999 | Vedergällningen (La retribució)                             | 40                             |                                |
| 2001 | Hildegard von Bingen (àlbum)                                | —                              |                                |
| 2003 | Garmarna (reedició de l'EP de 1993 amb 6 temes addicionals) | —                              |                                |
| 2016 | 6                                                           | —                              |                                |
| 2020 | Förbundet (La Unió)                                         | —                              |                                |

### Senzills
- "Herr Holger" (Sir Holger) (1996)
- "En gång ska han gråta" (One Day He Shall Cry) (1997)
- "Euchari" (1999)
- "Gamen" (El voltor) (1999)
- "Över gränsen" (2015) (Over the Border)
- "Caixmir" (2019)
- "Ramunder" (2020)

### Altres
- "Rastlös" (Inquiet) al recopilatori We're Only in It for the Money (1999)
- Nordic Woman (2012)

## En la cultura popular
El senzill "Gamen" va aparèixer al videojoc Project Gotham Racing 2 de 2003.